# Perodicticus edwardsi
Perodicticus edwardsi is een zoogdier uit de familie van de loriachtigen (Lorisidae). De wetenschappelijke naam van de soort werd voor het eerst geldig gepubliceerd door Eugène Louis Bouvier in 1879.

## Taxonomie
De soort werd vroeger beschouwd als een ondersoort van Perodicticus potto (nu de West-Afrikaanse potto), maar een studie uit 2015 verdeelde deze soort in drie soorten en classificeerde P. edwardsi als een aparte soort. Men denkt dat het de zustersoort is van Perodicticus ibeanus, waarvan het tijdens het late Mioceen, ongeveer 5,5 miljoen jaar geleden afsplitste.
De Rode Lijst van de IUCN beschouwt de mysterieuze valse potto (Pseudopotto martini) als een verkeerd geïdentificeerd exemplaar van deze soort, gebaseerd op de geruchten dat het individu afkomstig is uit Kameroen. Daarentegen beschouwt de American Society of Mammaologists de valse potto als een verkeerd geïdentificeerde P. potto.

## Voorkomen
Deze soort komt voor van Nigeria in het westen tot de Centraal-Afrikaanse Republiek en de Democratische Republiek Congo in het oosten, en in het zuiden tot Angola. De rivier de Niger dient als de westelijke grens van het verspreidingsgebied van de soort en scheidt deze van de West-Afrikaanse potto.

## Conservatie
Deze soort wordt door de Rode Lijst van de IUCN niet bedreigd beschouwd en staat bekend als een soort die zich goed kan aanpassen. De soort wordt aangetroffen in zowel intacte als verstoorde bossen, zelfs in de buurt van menselijke populaties. Er kan echter plaatselijk sprake zijn van een daling van de populatiegrootte als gevolg van ontbossing voor de landbouw en de vangst voor de handel in bushmeat.